# De cara al mañana
De cara al mañana es una telenovela chilena producida por PAR Producciones y transmitida por Televisión Nacional de Chile durante el primer semestre de 1982. Escrita por María Elena Gertner y dirigida por Eduardo Ravani. Fue la primera telenovela chilena en mostrar el mundo adolescente de la época. 
Desde el 10 de abril al 10 de septiembre de 2017, TVN en su cuenta oficial de Teleseries y Series de YouTube publicó los capítulos completos de la teleserie.

## Argumento
Esta teleserie tuvo el mérito de ser la primera teleserie chilena en hacer protagonistas a los escolares. La trama gira en torno a las aventuras del Cuarto Medio C del Liceo Barros Borgoño de Santiago de Chile. Su directora es Beatriz Bañados (Silvia Piñeiro). Y el profesor jefe del curso -y a la vez de Castellano- es Ignacio Martínez (Tomás Vidiella), quien se enamora de la nueva profesora de Música, Mariana Acuña (Mónica de Calixto). Para decepción de Ignacio, ella está comprometida en matrimonio.
Entre los alumnos del curso destacaba Claudio Castañeda (Alfredo Castro), quien comienza una relación oculta con Marcela Rivera (Patricia Maldonado), una mujer bastante mayor que él y que tenía una relación amorosa con Pedro Castañeda (Sergio Aguirre), el padre de Claudio. La relación entre Marcela y Pedro estaba deteriorada y ella salía a escondidas con Claudio, sin que éste supiera que anteriormente fue pareja de su padre.
También estaba Gina Carrasco (Roxana Campos) una humilde niña que comenzaba a descubrir el mundo real. Integraba una sufrida familia, compuesta por su padre Juan Carrasco (Pedro Villagra), su madre Rosa Cárcamo (Violeta Vidaurre) y su hermano Sergio Carrasco (Claudio Arredondo).
"El Turco" Aguad (Luis Jara), de verdadero nombre Juan José, es el alumno más desordenado del curso, mientras que su contrario Felipe Moreno (Enrique del Valle) era el más ordenado, inteligente y bueno de la clase. Felipe además puso la nota trágica, pues al final muere de cáncer.
Por otro lado, están los personajes de Hernán "Nano" Pizarro (Jorge Rodríguez), Isabel Valverde (Silvia Santelices), Carlos Alberto Garrido (Fernando Alarcón), Rita Valdés (Gladys del Río), quienes adquieren mayor protagonismo en la parte final de la historia.
Los temas que abordó la teleserie fueron principalmente los amores juveniles, bromas a los inspectores y la incomunicación de padre e hijo.

## Elenco
- Silvia Piñeiro como Beatriz Bañados.
- Tomás Vidiella como Ignacio Martínez.
- Mónica de Calixto como Mariana Acuña.
- Alfredo Castro como Claudio Castañeda.
- Enrique del Valle como Felipe Moreno, hijo.
- Norma Ortiz como Clara Elena Gómez.
- Roxana Campos como Gina Carrasco.
- Jorge Rodríguez como Hernán "Nano" Pizarro.
- Luz Berríos como Wilma Rojas.
- Claudio Valenzuela como Antonio López Vilches "El Tuco".
- Luis Jara como Juan José "El Turco" Aguad.
- Marlene Klagges como Gloria Navarro.
- Odette Gómez como Alejandra Castro.
- Sergio Aguirre como Pedro Castañeda.
- Sonia Mena como Elena vda. de Gómez.
- Claudia Pedreros como Cecilia "Chichi" Gómez.
- Fernando Torti como Raúl Gómez.
- Eliana Vidiella como Paulina Vargas.
- Juan Carlos Mélendez como Antolín Villanueva.
- Patricia Maldonado como Marcela Rivera.
- Pedro Villagra como Juan Carrasco.
- Violeta Vidaurre como Rosa Cárcamo.
- Claudio Arredondo como Sergio Carrasco.
- Maritza Guerra como Valeria Garrido.
- Armando Fenoglio como Felipe Moreno, padre.
- Kerry Keller como Elisa Jorquera.
- Eduardo Naveda como Braulio Rioseco.
- Maruja Cifuentes como Rogelia Pizarro.
- Silvia Santelices como Isabel Valverde.
- Clara María Escobar como Teresa.
- Aldo Parodi como Ambrosio Meneses.
- Jacqueline Boudon como María Lucinda "Lucy" de las Mercedes.
- Paco Mairena como Víctor Garreaux.
- Mireya Véliz como Ester Recabarren.
- César Geisse como Orlando Briceño.
- Alberto Rivera como Profesor de Filosofía.
- Juan Quezada como Lorenzo.
- Alicia Quiroga como Hortensia.
- Fernando Alarcón como Carlos Alberto Garrido.
- Gladys del Río como Rita Valdés.
- Claudio Moreno como Francisco García.
- Tichi Lobos
- Rosita Ramírez como Verónica.
- Agustín Moya como Raúl Gómez, esposo fallecido de Elena.
- Héctor Aguilar como Inspector Santelices.
- César Arredondo como Detective Zúñiga.
- Fernando Farías como Evaristo Ramírez.
- David Guzmán como Sr. Tapia, profesor de Educación Física.
- Ernesto Gutiérrez como profesor de Artes Plásticas.
- Samuel Villarroel como Roberto Gandulfo.
- Sergio Schmied como Domingo Godoy "El Rucio".
- Blanca Löwe como Berta Correa.
- Cuca Navarro como Cora Aguad.
- Magaly Rivano como Camila.
- María Elena Gertner como Helga Krauss, doctora de Felipe hijo.
- Víctor Mix como Tulio Hinojosa, conserje y portero reemplazante.
- Alicia Villablanca
- Nena Marín
- César Abu-Eid
- Mery Hernández
- Alberto Villegas
- Carlos Molina
- María Valdés
- Margarita Schmidt

### Equipo de producción
- Historia original: María Elena Gertner
- Iluminación: Daniel Vega, Víctor Serrano
- Audio: Hans Krüger, Juan C. Troncoso
- Asistente de audio: Antonio Sanhueza
- Camarógrafos: Raúl Leal, Jorge Mella, Carlos Muñoz
- Grabación VTR: Sergio Basaure
- Edición VTR: Miguel Garrido
- Títulos: Waldo Valenzuela, Gabriel Tirado
- Escenografía: Rubén Sanhueza
- Maquillaje: Adelaida Martínez, Jorge Distéfano, Sonia Jeldres, Ana Droguet
- Composición y Dirección Musical: Humberto Onetto
- Musicalización: Jorge Pedreros
- Asesoría psicológica: Janet Spröhnle
- Asistentes de producción: Ricardo Pérez, Eliana Assir
- Dirección de actores: Fernando González Mardones
- Asistente de dirección de actores: Eugenio Acevedo
- Asistente de dirección de TV: Jorge Rodríguez M.
- Dirección general: Eduardo Ravani
- Producción general PAR: Jorge Pedreros, Fernando Alarcón
- Producción ejecutiva TVN: Sonia Fuchs